# Spyro: Season of Ice
Spyro: Season of Ice, в Японии известная как Spyro Advance — видеоигра в жанре платформер, разработанная Digital Eclipse и изданная Universal Interactive Studios. Игра была выпущена эксклюзивно для Game Boy Advance в 2001 году. Это первая игра, которая была выпущена не Insomniac Games.

## Сюжет
Спайро, Спаркс, Бианка и Хантер наслаждались отдыхом на пляже. Вдруг Хантер запаниковал, так как увидел что-то в воздухе. Спайро понял что это летающий шар с посланием от Зои, которая просит помощи в борьбе с Грендером, похищающего фей. Спайро и его друзья отправляются на помощь Зои. Чуть ранее Грендор был в библиотеке Бианки и нашёл её книгу заклинаний. Он сразу же попытался прочесть заклинание, которое сделало его всемогущим волшебником, но книга была перевёрнута и Грендор превратился в двуглавого ринока. Теперь он хочет захватить всех фей и использовать их крылья, чтобы снять с себя это заклинание.

## Геймплей
Цель игры состоит в том, чтобы выпускать фей из ледяных тюрем и перемещаться из мира в мир, чтобы, в конечном счёте, победить Грендора.
В игре 4 основных локации: Осенний дом фей, Зимний дом фей, Весенний дом фей, Летний дом фей.
Игра начинается в «Осеннем доме фей» — одном из миров игры. В каждом мире есть драгоценные камни, овцы оставляющие после себя бабочек для исцеления, воспламеняемые объекты, корзины, чтобы получить новые камни. Bianca и Hunter в различных мирах будут помогать игроку. Так, как Спайро не умеет плавать, силы фей защищают его от утопления в своих мирах. Все миры связаны порталами, для входа в определённый мир нужно набрать заданное количество драгоценных камней и освободить нужное количество фей.
Через некоторые порталы может пройти только Sparx, за определённое количество драгоценных камней. Эти уровни кишат насекомыми. Чтобы насекомые не размножались, нужно уничтожить их гнездо. По мере прохождения уровня будут попадаться двери, для их открытия нужны ключи. Также в этом мире присутствуют барьеры, защищающие некоторые гнезда. Для уничтожения таких гнёзд нужно найти кнопку выключения барьера. Ещё в этом мире есть несколько видов оружия, но оно ограничено. В конце уровня Спаркс должен победить босса, после чего можно вернуться к Спайро.
Около одного из порталов рядом стоит Бианка. Он ведёт из зимнего мира в весенний. Войдя в него, Спайро вступает в сражение с Грендором, который атакует при помощи огненных ракет. Спайро должен несколько раз его протаранить. Портал, находящийся в летнем мире, ведёт ко второй битве с Грендором. Если игроку удастся утихомирить Грендора, история завершится, но можно собрать все недостающие камни. Если удастся собрать все камни и освободить всех фей, то открывается бонусная игра.

## Оценки
| Сводный рейтинг | Сводный рейтинг |
| Агрегатор       | Оценка          |
| --------------- | --------------- |
| GameRankings    | 71,75 %         |